# 巴拿马国旗
巴拿马国旗是代表中美洲南端巴拿马共和国政府的合法国旗。这面旗帜也是巴拿马共和国境内最为人知的国家象征。巴拿马国旗是一面分为4个部位的2:3比例长方形：左上角为白底与五角海蓝星；左下角为海蓝底；右上角为红底；右下角为白底与五角红星。

## 国旗含义
藍色代表自由黨、紅色代表保守黨，兩黨為巴拿馬主要黨派。白色則代表兩黨團結互助。左上方的白底藍星代表忠誠和廉潔，右下方白底紅星代表法律的權威。十字線分隔成四塊的設計方式，代表巴拿馬位於南美洲、北美洲、大西洋、太平洋四個地域的交界處。紅藍白三色為沿用支持巴拿馬獨立的美國星條旗顏色。

### 国旗节
在每年的11月4日，即巴拿马独立节（Día de Independencia）的后一天，还单独庆祝一天的国旗节（Día de la Bandera），一全国性节假日。在这国庆期间，巴拿马的首都巴拿马城会有军事阅兵与大规模的国庆游行，向着巴拿马国旗致敬。

## 历史

### 历代国旗
- 1793年
- 1786年－1821年
- 1821年－1830年
- 1830年－1834年5月9日
- 1834年5月9日－1861年7月26日
- 1855年－1863年
- 1863年－1886年
- 1861年11月26日－1903年11月3日
- 1903年11月
- 目前为1903年12月20日－至今，并经1904年第64号法律批准。

### 大哥伦比亚共和国
到1821年为止巴拿马是西班牙在美洲的殖民地之一。1821年巴拿马加入到了西蒙·玻利瓦尔所建立的大哥伦比亚共和国，与南美洲的邻国哥伦比亚共和国形成了联盟关系。自1821年联盟的形成至1903年巴拿马宣布独立期间，巴拿马使用了哥伦比亚的国旗。但在哥伦比亚旗帜中央的盾牌下，绣有“地峡领域”（Departamento del Istmo）的字样。这代表着巴拿马当时仅被哥伦比亚政府视为一个领域管理。1855年至1885年间，巴拿马境内不少脱离哥伦比亚的独立运动得到了兴起。巴拿马的名称从“地峡领域”改为“巴拿马联邦州”（Estado Federal de Panamá），国旗盾牌下的字纹也随着改成了“巴拿马州”（Estado de Panamá）。1885年后，又改为“巴拿马省”（Provincia de Panamá）的字样。
- 巴拿马地峡领域
- 巴拿马联邦州

### 新国旗方案
1903年10月，巴拿马脱离哥伦比亚的前一月，即将成为巴拿马共和国领导人的菲利普·瓦里拉在去纽约的旅行中，献给巴拿马独立运动领袖曼努埃爾·阿馬多爾·格雷羅他自己设计的新巴拿马共和国国旗。但此旗并未被采纳。

### 1903-1904版国旗
1903年11月，巴拿马独立，遂采用白底红蓝星加红蓝色块旗，次年国旗图案作出调整。

### 巴拿马运河区旗帜
1903年至1979年期间，美国位于巴拿马运河的租借地的旗帜。旗帜由位于中央的领地印章和蓝色背景组成。

## 相似旗帜

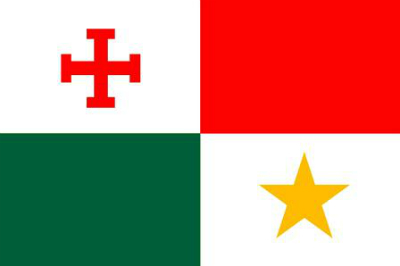
玻利维亚蒙特罗市旗

玻利维亚蒙特罗市市旗採用白底加紅绿色塊旗，右下角為白底與五角金星，左上角则为白底和红色十字架，旗面设计类似于巴拿马国旗。

## 参看
- 国旗
- 巴拿马共和国
- 巴拿马国徽
- 巴拿马国歌